# 加德满都无轨电车
加德满都无轨电车是曾经在尼泊尔首都加德满都运营的公交无轨电车系统。它是尼泊尔唯一的无轨电车系统。
加德满都无轨电车是中华人民共和国赠予尼泊尔王国的一个礼物。它自1975年12月28日开始运营。 整个系统经历了一些曲折，尤其是进入21世纪。由于保养、财政以及政治因素，系统自2001年12月至2003年9月暂停运营了2年。2008年11月，无轨电车系统再次暂停运营。 2009年11月，无轨电车系统正式关闭。